# Microcorynus lateralis
Microcorynus lateralis es una especie de coleóptero de la familia Attelabidae.

## Distribución geográfica
Habita en Camboya.